# Through-the-lens
Nel campo della fotografia, il Through-The-Lens (TTL) è una modalità di misurazione in cui i livelli di luce vengono misurati attraverso la lente che cattura l'immagine. Queste informazioni possono essere utilizzate per correggere l'esposizione e controllare la potenza di emissione del flash collegato al corpo.

## Descrizione
La misurazione TTL è solitamente associata alle fotocamere SLR.
Nella maggior parte delle fotocamere SLR digitali o a pellicola, i sensori per la misurazione dell'esposizione sono incorporati nel pentaprisma o nel pentaspecchio - il meccanismo che consente di visualizzare l'immagine attraverso la lente. Quando, durante lo scatto, lo specchio viene alzato, la luce non può raggiungere i sensori quindi possono essere usati solo per la misurazione ambientale. Nelle SLR di ultima generazione e nelle DSLR, possono essere utilizzati anche per la misurazione pre-flash nell'istante precedente all'alzamento dello specchio sfruttando un lampo pre-flash consentendo di calcolare la potenza del flash applicata durante l'esposizione.
Esistono alcune fotocamere evolute, come la Nikon F3, la Pentax LX, la Olympus OM-2 o la Minolta 9000, che integrano celle di misurazione direttamente sullo specchio e possono essere usate al posto del sensore classico o in aggiunta ad esso.